# Jaromir Hirtenfeld
Jaromir Hirtenfeld, původním příjmením Csikos (* 1816 Sedmihradsko – 24. července 1872 Vídeň) byl rakouský vojenský historik, autor vojenské literatury faktu a majitel a šéfredaktor c.k. armádního Militär-Zeitung.

## Život
Hirtenfeld získal univerzitní vzdělání s doktorátem filosofie. Byl korespondentem Říšského geologického ústavu a členem Rakouské geografické společnosti.
V průběhu let získal za svou práci mnoho vyznamenání, např. ruský Řád svaté Anny III. třídy, pruský Řád červené orlice IV. třídy, dánský řádu Dannebrog a c.k. velkou zlatou medaili viribus unitis.
Jako redaktor armádních novin několikrát vyvolal kontroverzi. Kvůli článku kritizujícímu duchovenstvo, publikovaném 25. září 1861, byl odsouzen za pomluvu ke dvěma měsícům vězení. Bylo mu také nařízeno, aby tento rozsudek a jeho odůvodnění umístil na titulní stranu novin 4. října 1862.

## Spisy
- HIRTENFELD, Jaromir. Allgemienes militärisches handbuch. Wien: C. Gerold & Sohn, 1854. Dostupné online. OCLC 794351432
- Der Militär-Maria-Theresien-Orden und seine Mitglieder. Nach authentischen Quellen bearbeitet. Zur ersten Säkularfeier 1857. Wien: Staatsdruckerei 1857, 2 Bände, OCLC 600372696.
  - 1. Abtheilung (Seiten 1–748, Online Uni-Düsseldorf)
  - 2. Abtheilung 1805–1850 (Seiten 749 ff. Online – Internet Archive) Online Uni-Düsseldorf
- Vor 100 Jahren, Erinnerungen an Olmütz und seine ruhmvollen Verteidiger. Ein Beitrag zur Vaterländischen Kriegsgeschichte. 1858
- Ban Jelačić. Biographische Skizze. Mit dem Porträt des Banus. M. Auer, Wien 1861

## Vydané spisy
- Oesterreichisches Militär-Konversations-Lexikon, Verlag Carl Gerold und Sohn,
  - 1. Bd. (společně s Hermannem Meynertem) (A–C).
  - 2. Bd. (D–G), 1852.
  - 3. Bd. (H–Kulm).
- Oesterreichischer Militär-Kalender für das Schaltjahr 1856. 7. Jahrgang. Wien, Karl Gerold’s Sohn, 1856.
- Militärische Zeitung, 1848–1856, fortgesetzt als Militär-Zeitung, 1857–1868, Wien: bei M. Auer.